# Philippe Avril (producteur)
 (juillet 2014).
Si vous disposez d'ouvrages ou d'articles de référence ou si vous connaissez des sites web de qualité traitant du thème abordé ici, merci de compléter l'article en donnant les références utiles à sa vérifiabilité et en les liant à la section « Notes et références ».
 (août 2024).
 (août 2024).
Il peut être nécessaire de l'améliorer pour respecter le principe de neutralité de point de vue. Veuillez consulter la page de discussion pour plus de détails.

Pour les articles homonymes, voir Philippe Avril (homonymie) et Avril (homonymie).

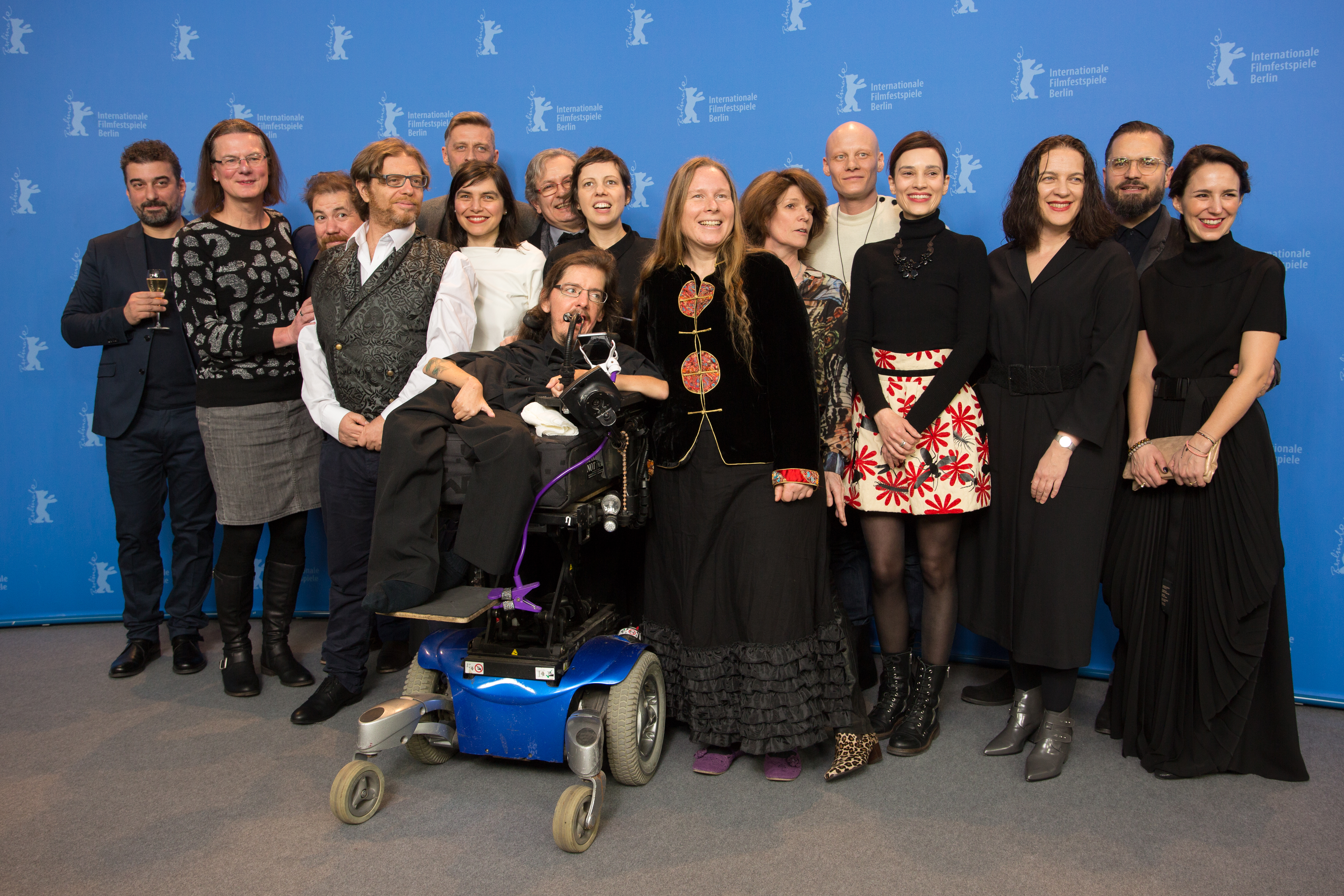
Philippe Avril au festival international du film de Berlin 2018

Philippe Avril, né en 1954 à Paris, est un producteur de cinéma français.

## Biographie
Né en 1954 à Paris, Philippe Avril, est chercheur scientifique de formation, docteur-ingénieur en mécanique des fluides. Il s’installe à Strasbourg en 1974. De 1974 à 1981, il tient la rubrique cinéma du quotidien Le Nouvel Alsacien. 
En 1979, grâce au soutien de Paul Vecchiali, il tourne et produit son premier long métrage, "Estrasburgo de Chile", avec des exilées politiques chiliennes à Strasbourg. De 1983 à 1988, il dirige un travail de recherches et de documentation sur la mémoire des incorporés de force alsaciens avec Gisèle Rapp-Meichler et Marie-Michèle Cattelain (Les Malgré-nous en mémoire). Ce travail aboutit d'une part sur une série d'émissions radio sur Radio France Alsace, une série de trois émissions de télévision sur la chaîne régionale; L’Alsace prise de guerre, et de l'autre sur un ouvrage et une exposition-vidéo sous le titre commun Avant l’oubli.
En 1989, Philippe Avril fonde à Strasbourg La Compagnie de l'Observatoire, une entreprise de production de films doublée d'une agence de presse. il produit alors des documentaires de création, essentiellement pour la télévision. En 1994, avec Les Films de l’Observatoire, il se focalise sur la coproduction internationale (documentaires, films de fiction) pour le cinéma, avec, dans un premier temps, des cinéastes d’Europe centrale et orientale : Dušan Hanák en Slovaquie, Petr Václav en République tchèque, Valdas Navasaitis en Lituanie, Bakhtiar Khudojnazarov au Tadjikistan. En 1997, il s’ouvre sur l’Asie en collaborant avec Park Kwang-su et Jeon Soo-il en Corée du Sud, Aoyama Shinji, Suwa Nobohiro et Naomi Kawase au Japon, Garin Nugroho en Indonésie, Sabiha Sumar au Pakistan.
En 2002, il prend les rênes d'une nouvelle société indépendante, Unlimited, à Strasbourg et à Paris, dotée d'un actionnariat européen (France, Belgique, Luxembourg, Pays-Bas, Autriche et Allemagne). L’objectif est la production d’œuvres d’art et d’essai à une échelle internationale. Avec Francisco Villa-Lobos, Philippe Avril crée également en 2003 une structure associée, Les Films de l’Étranger; toujours active aujourd'hui.  
Au cours de sa carrière, il travaille avec les cinéastes Vimukthi Jayasundara (Sri Lanka), Pedro Costa (Portugal), Cristian Mungiu (Roumanie), Hailé Gerima (Éthiopie), Malek Bensmaïl (Algérie), Murali Nair (Inde), Wang Bing (Chine), Peter Brosens et Jessica Woodworth (Belgique), Pepe Diokno (Philippines), Monika Borgmann et Lokman Slim (Liban), Licínio Azevedo (Mozambique), Katsuya Tomita (Japon), Natalia Garagiola (Argentine), Adina Pintilié (Roumanie), Phuttiphong Aroonpheng (Thaïlande), Matthias Luthardt (Allemagne), Cynthia Beatt (Allemagne). 
Coordinateur national du programme de formation EAVE (Entrepreneurs de l’Audiovisuel Européen) de 1977 à 2011, intervenant professionnel dans des séminaires et structures de formation en France et en Europe, il a enseigné au cours des années 2000 l’écriture documentaire et la production à l’Université de Strasbourg. En septembre 2014, il a créé avec Christophe Damour le Master 2 Pro de l'Université de Strasbourg Coproduction internationale d'œuvres cinématographiques et audiovisuelles dont il a été le responsable pédagogique pendant les deux premières années. Ce master est devenu à partir de septembre 2017 une offre de formation sur deux ans, élaborée avec Benjamin Thomas, responsable des masters de la Faculté des Arts. Depuis 2021, il enseigne à l'ESRA à Paris la production et coproduction internationale.  
En 2021, pour prolonger et diversifier ses activités de production, Philippe Avril crée une ombrelle éditoriale sous forme de SAS, La Cinéfiliale, pour :  
1) transmettre connaissances et savoir-faire (conseil personnalisé, formations, enseignements, documentation),  
2) offrir des expertises transversales (artistique, technique, économique, juridique et réglementaire) bénéficiant d’expériences et de compétences à l’échelle internationale,
3) affermir un rôle de médiation et d’interface sur des opérations de production et de diffusion,
4) initier ou contribuer à l’essor de nouveaux modes de fonctionnement favorables à la création visuelle et sonore sous toutes ses formes,
5) induire, impulser ou stimuler des réflexions et des actions concrètes liées aux problématiques cinématographiques et audiovisuelles européennes d’aujourd’hui et de demain, que ce soit sur le terrain de la diversité, des modes de consommation évolutifs, de l’écoresponsabilité ou des échanges culturels.

## Filmographie
- 1996 : Têtes de papier de Dušan Hanák - Golden Spire Award (San Francisco, 1996) - Prix spécial du jury (Karlovy-Vary, 1996)
- 1996 : Marian de Petr Vaclav - Léopard d’argent (Festival international du film de Locarno 1996)
- 1999 : Kiemas de Valdas Navasaitis - Quinzaine des réalisateurs (Festival de Cannes 1999)
- 1999 : Derrière la forêt de Gulya Mirzoeva - Prix du public (Festival du film documentaire de Marseille, 1999)
- 1999 : Les insurgés (Yi Jae-su eï nan) de Park Kwang-su - Prix du jury Jeunes (Festival international du film de Locarno 1999)
- 1999 : Luna Papa de Bakhtiar Khudojnazarov - Meilleur apport artistique (Tokyo, 1999) - Montgolfière d’or et Prix du public (Nantes, Trois Continents, 1999)
- 2000 : Eureka (ユリイカ, Yurīka) de Shinji Aoyama - Compétition officielle (Festival de Cannes 2000)
- 2001 : Puisi Tak Terkuburkan (A Poet) de Garin Nugroho - Léopard d'argent compétition vidéo (Festival international du film de Locarno 2000) - Prix FIPRESCI (Singapour, 2001)
- 2003 : Khamosh Pani (Silent Waters) de Sabiha Sumar - Léopard d’or, Léopard de la meilleure actrice (Locarno, 2003), Montgolfière d’argent et prix du public (Nantes, Trois Continents, 2003)
- 2005 : Massaker de Monika Borgmann, Lokman Slim et Hermann Thiessen - Prix FIPRESCI de la Berlinale (Berlin, 2005, Panorama)
- 2005 : La Terre abandonnée (Sulanga enu Pinisa) de Vimukthi Jayasundara - Caméra d’or (Festival de Cannes 2005 – Un Certain Regard)
- 2006 : Juventude em Marcha (En avant, jeunesse) de Pedro Costa - Compétition officielle (Festival de Cannes 2006)
- 2007 : La Fine del Mare de Nora Hoppe - Compétition officielle (Rotterdam, 2007)
- 2007 : 4 mois, 3 semaines et 2 jours (4 Luni, 3 Saptamini si 2 Zile) de Cristian Mungiu - Palme d'or, Prix Fipresci et Prix de l’éducation nationale (Festival de Cannes 2007) - Prix du cinéma européen du meilleur film et du meilleur réalisateur
- 2008 : Teza d'Hailé Gerima - Prix spécial du jury et Osella du meilleur scénario (Mostra de Venise 2008) - Tanit d'or (Journées cinématographiques de Carthage 2008) - Licorne d’or (Festival international du film d'Amiens 2008) - Étalon d’or (Festival panafricain du cinéma et de la télévision de Ouagadougou 2009)
- 2008 : La Chine est encore loin de Malek Bensmaïl - Prix spécial du jury (Nantes, Trois continents, 2008) - Grand prix DokFest (Munich, 2009)
- 2009 : Entre deux mondes (en) (Ahasin Wetei) de Vimukthi Jayasundara - Compétition officielle (Mostra de Venise 2009)
- 2010 : Le Fossé de Wang Bing - Film-surprise de la compétition officielle (Mostra de Venise 2010)
- 2011 : Chatrak de Vimukthi Jayasundara - Quinzaine des réalisateurs (Festival de Cannes 2011)
- 2011 : La Fin du silence de Roland Edzard - Quinzaine des réalisateurs (Festival de Cannes 2011)
- 2012 : La Cinquième Saison de Peter Brosens et Jessica Woodworth - Compétition officielle (Mostra de Venise 2012) - Prix du jury Arca CinemaGiovani - Green Drop Award (Venise, 2012) - Prix spécial du jury, prix FIPRESCI et prix du jury jeunes (Festival international du film de Valladolid 2012) - Meilleure actrice, meilleure photographie et prix Cineuropa (4ème Festival de Cinéma Européen des Arcs, 2012)
- 2013 : Left Foot Right Foot de Germinal Roaux - Bayard d'or du meilleur premier film (Festival international du film francophone de Namur 2013)
- 2014 : Entre 10 et 12 de Peter Hoogendoorn - Gionarte degli Autori (Mostra de Venise 2014)
- 2014 : Above the Clouds de Pepe Diokno - Première diffusion (Festival international du film de Tokyo 2014)
- 2015 : Dark in The White Light de Vimukthi Jayasundara - Compétition officielle (Festival international du film de Locarno 2015)
- 2016 : Tadmor de Monika Borgmann et Lokman Slim - Compétition officielle (Festival Visions du Réel, Nyon, 2016). Sesterce d'argent du meilleur film suisse, mention spéciale du jury de la compétition internationale. Prix du film politique, Festival du film de Hambourg (octobre 1916). Sortie France : Vendredi Distribution (5 juin 2019).
- 2016 : Le Train de sel et de sucre de Licínio Azevedo - Première mondiale sur la Piazza Grande (Festival international du film de Locarno 2016). Meilleur film, festival de Johannesbourg (Afrique du Sud), octobre 2016. Pyramide d’argent (meilleur réalisateur), festival international du film du Caire (Egypte), novembre 2016
- 2016 : Bangkok Nites, de Katsuya Tomita - Compétition officielle (Festival international du film de Locarno 2016), prix du jury Jeunes. Prix du Jury, festival Kinotayo (janvier 2017).
- 2017 : Saison de Chasse (Temporada de Caza) de Natalia Garagiola - Première mondiale à la Semaine internationale de la Critique de la Mostra de Venise (septembre 2017). Prix du Public. Grand Prix du festival de Macao (décembre 2017)
- 2018 : Touch Me Not de Adina Pintilie - Première mondiale à la Berlinale 2018. Prix du meilleur premier film (GWFF Award) et Ours d'Or. Ventes internationales : Doc & Film International, Distribution France : Nour Films (30 octobre 2018)[2].
- 2018 : Manta Ray, de Phuttiphong Aroonpheng - Première mondiale à la Mostra de Venise 2018. Prix du meilleur film, section Orizzonti. Grand Prix du Festival de Mumbai 2018, Pyramide d'argent du meilleur réalisateur, Festival du Caire 2018, Grand Prix du Jury du Festival du Premier Film d'Annonay, 2019. Ventes internationales : Jour2Fête. Distribution France : Jour2Fête (24 juillet 2019).
- 2023 : Luise, de Matthias Luthardt - Première mondiale au festival de Rotterdam 2023. Ventes internationales : Pyramide. Distribution France : Pyramide Distribution (5 juillet 2023). Distribution Allemagne : Salzgeber (31 août 2023).
- 2023 : Morrison, de Phuttiphong Aroonpheng. Ventes internationales : The Party Sales. Distribution France : Jour2Fête.